# 臺灣公路編號與名稱對照表
以下為中華民國（臺灣）的編號公路與其別稱之對照列表。

## 國道
- 中山高速公路（中山高）： 國道一號（全線）
- 汐五高架、十八標： 國道一號（高架／汐止端至五股交流道段）
- 五楊高架： 國道一號（高架／五股轉接道至楊梅端段）
- 機場支線： 國道二號（桃園機場至機場系統段）
- 大園支線： 國道二號甲線（全線）
- 桃園內環線： 國道二號（機場系統至鶯歌系統段）
- 福爾摩沙高速公路（福高）、第二高速公路： 國道三號（全線）
  - 北二高： 國道三號（基隆至香山段）
  - 中二高： 國道三號（香山至古坑段）
  - 南二高： 國道三號（古坑至大鵬灣段）
- 臺北聯絡線： 國道三號甲線（全線）
- 臺中環線（包含 台74線）： 國道四號（全線）
- 蔣渭水高速公路、北宜高速公路： 國道五號（全線）
- 水沙連高速公路、中橫高速公路： 國道六號（全線）
- 高雄港東側聯外高速公路： 國道七號（全線）
- 臺南支線、臺南環線： 國道八號（全線）
- 高雄支線、高雄環線： 國道十號（全線）

## 省道快速公路（含支線）
- 西濱快速公路： 台61線
- 彰濱聯絡道／美港公路： 台61乙線
- 萬瑞快速公路： 台62線
- 新北市特一號道路： 台64線
- 新北市特二號道路： 台65線
- 基隆港東岸聯外道路： 台62甲線[1]
- 後汶快速公路： 台72線
- 中彰快速公路、台中環線：  台74線
- 彰化東側外環道：  台74甲線
- 高雄潮州快速公路： 台88線

## 省道
- 縱貫公路： 台1線（全線）
- 高楠公路： 台1線（高雄至楠梓段）
- 鳳屏公路： 台1線（鳳山至屏東段）
- 二省道： 台1線（三重至泰山段）
- 一省道： 台1甲線（三重至新莊段）
- 屏鵝公路：
  -  台1線（屏東至枋山楓港段）
  -  台26線（楓港至鵝鑾鼻段）
- 登輝大道： 台2線（淡水紅樹林至三芝段）
- 淡金公路： 台2線（淡水至金山段）
- 基金公路： 台2線（基隆至金山段）
- 北部濱海公路： 台2線（基隆至蘇澳段）
- 陽金公路： 台2甲線（陽明山至金山段）
- 北淡公路： 台2乙線（全線）
- 基福公路： 台2丙線（全線）
- 瑞八公路： 台2丁線（全線）
- 蘇南公路： 台2戊線（蘇澳至南方澳段）
- 基隆港西岸聯外道路： 台2己線（全線）
- 內山公路： 台3線（全線）
- 嘉屏公路： 台3線（嘉義至屏東段）
- 澐密戰備道路： 台3線（中埔澐水至楠西密枝段）
- 南屏公路： 台3線（臺南至屏東段）
- 中豐公路（含 市道113號中壢至龍潭段）： 台3線（龍潭至豐原段）
- 中潭公路：
  -  台3線（臺中至草屯段）
  -  台14線（草屯至埔里段）
  -  台21線（埔里至日月潭段）
- 北基公路： 台5線（全線）
- 新臺五路： 台5線（汐止至百福段）
- 後汶公路： 台6線（全線）
- 北部橫貫公路： 台7線（全線）
- 中橫宜蘭支線： 台7甲線（全線）
- 羅天公路： 台7丙線（羅東至天送埤段）
- 中部橫貫公路： 台8線（全線）
- 北宜公路： 台9線（臺北至宜蘭段）
- 蘇花公路： 台9線（蘇澳至花蓮段）
- 蘇花改： 台9線（蘇澳至大清水段）
- 花東縱谷公路： 台9線（花蓮至臺東段）
- 南迴公路： 台9線（臺東至楓港段）
- 南迴改： 台9線（草埔至安朔段）
- 新烏公路： 台9甲線（新店至烏來段）
- 台中港特一號道路： 台10線（沙鹿交流道至台中港段）
- 花東海岸公路、東部濱海公路： 台11線（全線）
  - 東成公路： 台11線（臺東至成功段）
  - 成靜公路： 台11線（成功至長濱段）
- 光豐公路：  台11甲線（光復至豐濱段）
- 臺灣大道： 台12線（全線）
- 尖豐公路： 台13線（尖山至豐原段）
- 尖苗公路： 台13甲線（尖山至苗栗段）
- 埔霧公路： 台14線（埔里至霧社段）
- 新中橫公路：
  - 嘉義玉山線： 台18線（嘉義至塔塔加段）
  - 水里玉山線： 台21線（水里至塔塔加段）
  - 玉里玉山線： 台30線（山風至玉里段）
- 中橫霧社支線： 台14甲線
- 西部濱海公路：
  -  台15線
  -  台17線
- 台江大道： 台17乙線
- 阿里山公路： 台18線
- 中央公路： 台19線
- 南部橫貫公路： 台20線（甲仙至海端段）
- 南左公路： 台20乙線
- 日月潭環潭公路： 台21甲線
- 旗楠公路：
  -  台22線（嶺口至楠梓段）
  -  台29線（旗山至嶺口段）
- 富東公路：  台23線（富里至東河段）
- 霧台公路：  台24線（三地門至霧台段）
- 鳳林公路：  台25線（鳳山至林園段）
- 佳鵝公路：  台26線（佳樂水至鵝鑾鼻段）
- 新發公路：  台27線（荖濃至大津段）
- 旗六公路：
  -  台28線（旗山至新威段）
  -  台27甲線（新威至六龜段）
- 旗甲公路：  台29線（旗山至甲仙段）
- 玉長公路：  台30線（安通至寧埔段）
- 高鐵聯外公路：
  -  台31線（全線）
  -  台37線（全線）
  -  台39線（全線）
- 中投公路：  台63線（全線）

## 縣道／市道
- 巴拉卡公路： 市道101甲線（北新庄至陽明山段）
- 基瑞公路： 市道102號（基隆至瑞芳段）
- 瑞雙公路： 市道102號（瑞芳至雙溪段）
- 瑞金公路： 市道102號（瑞芳至金瓜石段）
- 雙澳公路： 市道102甲線（雙溪至澳底段）
- 瑞平公路： 市道106號（瑞芳至平溪段）
- 北碇公路： 市道106號（臺北至石碇段）
- 雙菁公路： 市道106號（雙溪至菁桐段）
- 平十公路： 市道106號（平溪至十分寮段）
- 南深公路： 市道109號（南港至深坑段）
- 中豐公路： 市道113號（中壢至龍潭段）
- 楊新公路： 市道115號（楊梅至新埔段）
- 新湖公路： 縣道117號（新竹至湖口段）
- 羅馬公路： 市道118號（復興羅浮至關西馬武督段）
- 沿山道： 縣道119甲線
- 南清公路： 縣道122號（南寮至清泉段）
- 南庄公路： 縣道124號
- 苗栗縣北橫公路： 縣道124丙線
- 大通公路： 縣道130號（大湖至通霄段）
- 中埔公路： 市道136號（太平一江橋至國姓段）
- 苗栗縣南橫公路： 縣道140號
- 草嶺公路： 縣道149甲線（內寮至草嶺段）
- 草瑞公路： 縣道149甲線（草嶺至瑞里段）
- 延溪公路： 縣道151號（延平至溪頭段）
- 溪頭公路： 縣道151號（竹山至溪頭段）
- 溪阿公路： 縣道151號（溪頭至杉林溪段）
- 嘉柳公路： 縣道159號（嘉義至北港段）
- 大華公路： 縣道159甲線（大湖至光華段）
- 梅太公路： 縣道162甲線（梅山至太平段）
- 嘉柳公路： 縣道163號（嘉義至柳林段）
- 嘉鹿公路： 縣道163號（嘉義至鹿草段）
- 媽祖大道： 縣道164號（北港至新港段）
- 嘉白公路： 市道165號（嘉義至白河段）
- 嘉朴公路： 縣道168號（嘉義至朴子段）
- 麻學公路： 市道171號（學甲至麻豆段）[2]
- 白新公路： 市道172號（白河至新營段）
- 義布公路： 市道172號（布袋至義竹段）
- 咖啡公路： 市道175號（白河至東山段）
- 麻佳公路： 市道176號（佳里至麻豆段）
- 南關線： 市道182號（台南至關廟段）[3]
- 沿山公路： 縣道185號（全線）
- 樂德公路： 縣道193號（樂合至德武段）
- 羅三公路： 縣道196號（羅東至三星段）

## 鄉道／區道
- 草石公路： 北21線（草至石門段）
- 萬崁公路： 北28線（萬里至崁腳段）
- 溪萬（萬溪）公路： 北28線（外雙溪至萬里段）
- 汐萬公路： 北29線
- 汐平公路： 北31線（汐止至平溪段）
- 汐碇公路： 北33線（鄉鎮界至石碇段）
- 金九公路： 北34線（金瓜石至九份段）
- 金水公路： 北34線（金瓜石至水湳洞段）
- 九濱公路： 北35線（九份至海濱段）
- 瑞侯公路： 北37線（瑞芳至侯硐段）
- 侯牡公路： 北37線（侯硐至牡丹段）
- 魚行公路： 北38線（雙溪至貢寮段）
- 雙柑公路： 北38線（雙溪至柑腳段）
- 貢龍公路： 北40線（龍門至貢寮段）
- 坪雙公路： 北42線（雙溪至闊瀨段）
- 石門水庫環湖公路： 桃63線（石門水庫至百吉段）
- 楊湖公路： 桃13線－ 竹10線（楊梅至湖口段）
- 枋寮公路： 竹14線（枋寮至新埔段）
- 三峰公路： 竹43線（三峰至富興段）
- 大坑道路： 苗48線（大坑至福興段）
- 雙湖道路： 苗56線（雙湖[哪裡？]至雙潭[哪裡？]段）
- 清安道路： 苗62線（汶水至清安段）
- 上島公路： 苗62線（清安至上島段）
- 大鞍林道： 投49線（竹山市區至杉林溪段）
- 第二溪頭公路： 投55線（竹山至溪頭段）
- 鯉魚潭聯外道路：： 投79線（全線）
- 力行產業道路： 投89線（霧社至梨山段）
- 杉林溪公路： 投95線（溪頭至杉林溪段）
- 麻太公路： 嘉56線－ 嘉49線（麻魚寮至太保段）
- 山美公路： 嘉129線（龍美至山美段）
- 道安公路： 南49線（安業至方厝寮段）
- 東原道路： 南99線（東山至東原）
- 德元埤大道： 南316線（新吉莊至柳營科技園區段）
- 關山產業道路： 南179線（木瓜坑至關山路口）
- 琉球環島公路： 屏202線（全線）
- 瑞港公路： 花64線（瑞穗至大港口段）
- 卓富公路： 花75線（卓溪至富里段）
- 蘭嶼環島公路： 東80線（全線）
- 蘭嶼橫貫公路： 東81線（全線）
- 綠島環島公路： 東90線（全線）

## 專用公路
- 太平山公路、千層公路：宜專1線（土場至太平山段）
- 大鹿林道：竹專2線
- 大雪山200林道：中專1線
- 大雪山210林道：中專3線
- 大雪山220林道：中專4線
- 大雪山230林道：中苗專5線
- 小雪山林道：中專6線
- 大雪山530林道：中專7線
- 丹大林道：投專4線
- 鳳凰林道：投專6線
- 奧萬大聯外道路：投專10線
- 祝山林道：嘉專1線
- 曾庫公路：嘉南專2線
- 澄清湖環湖公路：高專1線
- 枋山電台聯外道路：屏專1線
- 紅石林道：東專1線
- 武陵林道：東專2線
- 知本林道：東專3線